# Vaslui
Vaslui – miasto we wschodniej Rumunii, powyżej ujścia rzeki Vaslui do Bârladu (dopływ Seretu), siedziba administracyjna okręgu Vaslui. W 2011 roku liczyło ok. 49,8 tys. mieszkańców.
W mieście rozwinął się przemysł włókienniczy, spożywczy, drzewny oraz odzieżowy